# Kerstin Berger
Kerstin Berger Olsson, född Berger den 3 januari 1916 i Norrköping, död 23 maj 2003 i Stockholms domkyrkoförsamling, var en svensk skådespelare.

## Biografi
Kerstin Berger var dotter till disponent Erik Berger och Ulla Kellin. Hon bedrev teaterstudier för Julia Håkansson och gjorde sin första filmroll 1938.
Berger översatte även den norske författaren Helge Krog och utgav diktsamlingen Besöksdag (Wahlström & Widstrand, 1957).
Kerstin Berger var från 1940 gift med regissören och skådespelaren Gunnar Olsson. De är begravda på Norra begravningsplatsen utanför Stockholm.

## Filmografi
- 1938 – Du gamla du fria
- 1938 – Snickar Folking tar semester
- 1939 – Frun tillhanda
- 1940 – Vi på Solgläntan
- 1941 – Lasse-Maja
- 1943 – Det går som en dans...
- 1956 – På heder och skoj
- 1967 – Turlis Abenteuer

## Teater

### Roller (ej komplett)
| År   | Roll              | Produktion                                               | Regi             | Teater                   |
| ---- | ----------------- | -------------------------------------------------------- | ---------------- | ------------------------ |
| 1952 | Ung flicka        | Jag vill kärleken Jean Anouilh                           | Ingrid Luterkort | Helsingborgs stadsteater |
| 1952 | Mrs. Elton        | Livet ska levas (The Deep Blue Sea) Terence Rattigan     | Ingrid Luterkort | Helsingborgs stadsteater |
| 1953 | Miriam Kirby      | Komedin om oss människor Moss Hart och George S. Kaufman | Ingrid Luterkort | Helsingborgs stadsteater |
| 1953 | Agnes             | Apollon från Bellac Jean Giraudoux                       | Gunnar Olsson    | Helsingborgs stadsteater |
| 1953 | Juliette Maillard | Ett huvud kortare Marcel Aymé                            | John Zacharias   | Helsingborgs stadsteater |

### Fotnoter
1. ↑  ”Kerstin Berger”. Svensk Filmdatabas. http://sfi.se/sv/svensk-filmdatabas/Item/?type=PERSON&itemid=60644&ref=%2ftemplates%2fSwedishFilmSearchResult.aspx%3fid%3d1225%26epslanguage%3dsv%26searchword%3dKerstin+Berger%26type%3dPerson%26match%3dBegin%26page%3d1%26prom%3dFalse. Läst 4 oktober 2012.
2. ↑  Svenskt författarlexikon. 1956-1960, s. 42
3. ↑  Svenska Dagbladet, 18 juni 1940, sid. 12
4. ↑  SvenskaGravar
5. ↑  Ingvar Holm (4 december 1952). ”Rattigan i Hälsingborg”. Dagens Nyheter:  s. 15. https://arkivet.dn.se/tidning/1952-12-04/331/15. Läst 4 juni 2018.
6. ↑  Ingvar Holm (30 januari 1953). ”Teater Musik Film: Hälsingborgspremiär”. Dagens Nyheter:  s. 11. https://arkivet.dn.se/tidning/1953-01-30/28/11. Läst 4 juni 2018.
7. ↑  Ingvar Holm (8 maj 1953). ”'Ett huvud kortare' i Hälsingborg”. Dagens Nyheter:  s. 12. https://arkivet.dn.se/tidning/1953-05-08/123/12. Läst 4 juni 2018.